# أدلة مستطلعة المريخ المدارية على وجود المياه على المريخ
التقطت أداة هايرايز الخاصة بالمركبة المدارية لاستطلاع المريخ العديد من الصور التي تشير بقوة إلى أن المريخ تمتع بتاريخ غني بالعمليات المائية. يبدو أن العديد من تضاريس المريخ نشأت نتيجة تدفق كميات كبيرة من المياه. تم تأكيد احتواء المريخ على كميات كبيرة من الماء بعد إجراء دراسات عن النظائر من قِبل فريق من العلماء في مارس 2015، وأظهرت هذه الدراسات أن القمم الجليدية كانت غنية بالديوتيريوم، الهيدروجين الثقيل، بنسبة سبعة أضعاف ما تحتويه الأرض. هذا يعني أن المريخ فقد كمية من الماء تبلغ 6.5 أضعاف ما هو مخزن في القمم القطبية الحالية. يعتقد العلماء أن هذه المياه شكلت لبعض الوقت محيطًا في منطقة ماري بوريوم المنخفضة. من الممكن أن المياه غطت الكوكب بأكمله بعمق 140 مترًا، ولكن على الأرجح تركزت في محيط بعمق ميل واحد في بعض الأماكن.
كان الاكتشاف الرئيسي الذي قامت به HiRISE هو العثور على أدلة على وجود ينابيع ساخنة. ربما كانت تحتوي على حياة وربما تحتوي الآن على حفريات حياة محفوظة جيدًا.

## خطوط المنحدرات المتكررة
يُعتقد أن التدفقات الموسمية على منحدرات المريخ الدافئة (التي تُسمى أيضًا بخطوط المنحدرات المتكررة آر إس إل) هي تدفقات مياه مالحة تحدث خلال الأشهر الأكثر دفئًا على المريخ. في الواقع، هناك الكثير من الأدلة الفوتوغرافية والطيفية على أن الماء يتدفق اليوم على أجزاء من المريخ.
اقترح بعض الباحثين أن التدفق مدعوم بغليان الماء في الغلاف الجوي المريخي الرقيق. من الممكن أن غليان الماء أدى إلى ارتداد جزيئات التربة وتسهيل تدفقها إلى أسفل المنحدرات.
في دراسة نشرت في مجلة إيكاروس عام 2016، حدد فريق برئاسة ديفيد ستيلمان 239 موقعًا لخطوط المنحدرات المتكررة داخل وديان مارينريس. نحو نصف مواقع الخطوط على سطح المريخ موجودة في فاليس مارينريس. لقد وُجد أن طول الخطوط يعتمد على توجه المنحدر. لوحظ التمدد في جميع الفصول داخل وادي مارينريس. يشير هذا الموسم النشط الطويل إلى ضرورة وجود مصدر كافٍ للمياه التي تغذي الخطوط. تظهر الحسابات أن الخطوط تنشط بين درجتي ناقص 27 درجة مئوية وناقص 9 درجات مئوية لإظهار النشاط المرصود. يمكن أن يقوم الماء بذلك إذا كان على شكل محلول ملحي يحتوي على عشرات الكسور الكتلية من الملح.
على الرغم من أنه كان يُعتقد في البداية أن هذه الميزات هي دليل على وجود تدفق مياه حالي، تظهر بعض الدراسات وجود القليل أو عدم وجود أي ماء على الإطلاق. كشف تحليل البيانات الصادرة عن مطياف المريخ أوديسي النيوتروني أن مواقع آر إس إل لا تحتوي على مياه أكثر مما وُجد على أي مكان آخر على خطوط عرض مماثلة. استنتج مؤلفوا الدراسة أن خطوط المياه السطحية لا تنبع من طبقات مياه جوفية مالحة كبيرة بالقرب من السطح. لا يزال من الممكن مع هذه المعطيات أن يتبخر الماء من الجليد المدفون على أعماق كبيرة، أو من الغلاف الجوي، أو من طبقات المياه الجوفية الصغيرة المدفونة على أعماق كبيرة.
تشير دراسة نشرت في مجلة Nature Geoscience إلى أن كمية قليلة من المياه تساهم في إنشاء خطوط المنحدرات المتكررة لأن هذه الخطوط تحدث فقط على المنحدرات الشديدة - المنحدرات التي تسمح للرمال الجافة والغبار بالتحرك إلى أسفل. إذا كان هناك ماء، فإن بعض الخطوط على الأقل ستنتقل إلى المنحدرات المنخفضة. مع ذلك، قد تبدأ العملية بكميات صغيرة من الماء. توصلت دراسة امتدت لأربع سنوات مريخية إلى أن الأصل الجاف هو السبب الأكثر احتمالًا للخطوط. في منطقة الدراسة في فوهة تيفات، تلاشت علامات الانهيارات الصخرية في نفس الوقت الذي تلاشت فيه خطوط المنحدرات المتكررة (آر إس إل)، ما يشير إلى آلية التلاشي التي تعمل عبر الفوهة بأكملها.

## بحيرة إيريدانيا
بحيرة إيريدانيا هي بحيرة قديمة مفترضة تبلغ مساحتها نحو 1.1 مليون كيلومتر مربع. أقصى عمق لها هو 2400 متر وحجمها 562000 كيلومتر مكعب. كانت أكبر من أكبر بحر غير ساحلي على وجه الأرض، بحر قزوين، ويحتوي على مياه أكثر من جميع بحيرات المريخ الأخرى مجتمعة. يحتوي بحر إريدانيا على أكثر من 9 أضعاف كمية المياه الموجودة في جميع البحيرات العظمى في أمريكا. يُفترض أن يكون السطح العلوي للبحيرة على ارتفاع شبكات الوادي التي تحيط بالبحيرة. تنتهي جميع الشبكات عند نفس الارتفاع، ما يشير إلى أنها تضخ في البحيرة.
وجدت الأبحاث التي أجرِيت باستخدام مطياف التصوير الاستطلاعي المدمج للمريخ CRISM رواسب سميكة، يزيد سمكها عن 400 متر، تحتوي على معادن السابونيت والتلك-سابونيت والميكا الغنية بالحديد (مثلًا، الجلوكونيت-نوترونيت)، وسربنتين الحديد والمغنيسيوم، وكربونات المغنيسيوم-الحديد-الكالسيوم-كربونات وعلى الأرجح كبريتيد الحديد. من المحتمل أن يكون كبريتيد الحديد قد تشكل في المياه العميقة التي تسخنها البراكين. ربما كانت هذه العملية، المصنفة على أنها حرمائية، هي المكان الذي نشأت منه الحياة على المريخ. السابونيت والتلك وتلك السابونيت والنونترونيت والجلوكونيت والسربنتين كلها شائعة في قاع البحر على الأرض. يظهر أول دليل على الحياة على الأرض في رواسب قاع البحر التي تشبه تلك الموجودة في حوض إريدانيا. لذا، فإن جمع عينات من بحيرة إيريدانيا قد يعطينا فكرة عن بيئة الأرض المبكرة. عُثر على رواسب الكلوريد حيث يوجد خط ساحلي حيث ترسبت مع تبخر الماء من البحر. يُعتقد أن رواسب الكلوريد هذه رقيقة (أقل من 30 مترًا)، لأن بعض الفوهات لا تظهر المواد الكيميائية في مقذوفاتها. تحتوي مقذوفات الفوهات على مواد من تحت السطح، وبالتالي إذا كانت رواسب الكلوريد عميقة جدًا لكانت قد ظهرت في المقذوفات.

## القنوات المتفرعة
وصف بحث، في عدد يناير 2010 من مجلة Icarus، أدلة قوية على هطول الأمطار المستمر في المنطقة المحيطة بوادي مارينيريس. ترتبط أنواع المعادن الموجودة هناك بالمياه. كما أن الكثافة العالية للقنوات المتفرعة الصغيرة تشير إلى كثرة الهطول لأنها تشبه قنوات المجاري المائية على الأرض.

## التضاريس المقلوبة
تظهر بعض الأماكن على المريخ تضاريس مقلوبة. في هذه المواقع، يكون قاع النهر مرتفعًا، بدلًا من منخفضًا. قد يكون سبب قنوات التيار السابقة المقلوبة هو ترسب الصخور الكبيرة أو بسبب تثبيت المواد السائبة. في كلتا الحالتين، سيؤدي التآكل إلى تآكل اليابسة المحيطة وبالتالي ترك القناة القديمة كسلسلة مرتفعة لأن الحافة ستكون أكثر مقاومة للتآكل. تُظهر الصور أدناه، الملتقطة باستخدام أداة HiRISE، نتوءات متعرجة التي هي عبارة عن قنوات قديمة أصبحت مقلوبة.
في مقال نشر في يناير 2010، أيدت مجموعة كبيرة من العلماء فكرة البحث عن الحياة في فوهة مياموتو بسبب قنوات التيار المقلوبة والمعادن التي تشير إلى وجود الماء في الماضي.